# غونتر سيغرس
غونتر سيغرس هو كاتب وكاتب للأطفال بلجيكي، ولد في 3 نوفمبر 1968 في Ruisbroek, Flemish Brabant ‏ في بلجيكا.

## وصلات خارجية
- الموقع الرسمي
- غونتر سيغرس على موقع ديسكوغز (الإنجليزية)